# شعب جينغبو
شعب جينغبو هم مجموعة إثنية وهم الأكبر ضمن عرقية الكاشين الذين يسكنون تلال كاشين في ولاية كاشين شمال ميانمار.يعتنق أغلبهم المسيحية،أرواحية والبوذية.